# Gene Tierney
Gene Tierney (Brooklyn (New York), 19 november 1920 – Houston (Texas), 6 november 1991) was een Amerikaans actrice.

## Vroeger leven
Gene Eliza Tierney werd in 1920 in Brooklyn geboren als dochter van Howard Sherwood en Belle Lavina Taylor. Ze had een oudere broer, Howard Sherwood "Butch" Tierney, en een jongere zus, Patricia "Pat" Tierney. Haar vader was verzekeringsmakelaar van Ierse afkomst en haar moeder werkte ooit als gymnastieklerares.
Tierney bezocht de St. Margaret School in Waterbury en de Unquowa School in Bridgeport. Haar eerste gedicht, "Night", werd gepubliceerd in de schoolkrant. Gedichten schrijven werd gedurende haar leven een grote hobby. Na school reisde ze twee jaar lang rond door Europa, terwijl ze een culturele studie deed in Lausanne (Zwitserland). Hier leerde ze vloeiend Frans spreken.
Tierney keerde in 1938 terug naar de Verenigde Staten en bezocht hier de Miss Porter's School. Op een uitstapje naar de westkust van de Verenigde Staten bezocht ze de Warner Bros. studio. Hier vertelde Anatole Litvak, die zeer onder de indruk was van haar uiterlijk, dat ze potentie had om actrice te worden. Warner Bros. was bereid haar een contract aan te bieden, maar Tierneys ouders keurden dit af vanwege het lage salaris.
Het was tijdens haar feest op 24 september waarin ze vierde dat ze debutante werd, dat ze erachter kwam dat het maatschappelijke leven haar niets beviel en probeerde ze toch carrière te maken als actrice. Haar vader besloot dat als ze actrice wilde worden, dat dit moest in het theater. Rond deze tijd deed Tierney auditie voor de American Academy of Dramatic Arts en werd ze aangenomen. Andere opmerkelijke acteurs en actrices die daar gestudeerd hebben, zijn Katharine Hepburn, Spencer Tracy, Grace Kelly en Lauren Bacall.

## Broadway
In haar eerste verschijning op Broadway droeg Tierney een emmer water over het podium heen in What a Life! (1938). Ondanks haar kleine rol beschreef het tijdschrift Variety haar als "de mooiste emmerdrager die ik ooit heb gezien". Rond deze tijd was ze ook understudy voor The Primerose Path (1938).
In het volgende jaar was ze als Molly O'Day te zien in Mrs. O'Brien Entertains (1939). Ze werd ook hiervoor geprezen door de critici, waaronder door Brooks Atkinson van de New York Times. Hetzelfde jaar was ze te zien als Peggy Carr in Ring Two (1939). Ook hiervoor kreeg ze positieve kritieken. Een criticus schreef (Richard Watts) "Ik zie geen reden waarom Tierney geen lange en interessante theatercarrière zou kunnen hebben. Tenminste, als Hollywood haar niet steelt."
Tussen haar beginnende theatercarrière door werkte Tierney als fotomodel. De foto's verschenen in Life, Harper's Bazaar en Collier's Weekly.
Haar vader startte een onderneming, "Belle-Tier", om haar carrière als actrice te ondersteunen en promoten (later stal hij al haar geld). Door zijn hulp kreeg Tierney een contract bij Columbia in 1939. Dat contract duurde officieel zes maanden. In deze periode ontmoette ze Howard Hughes, die haar zonder succes probeerde te verleiden. Hoewel ze, door haar afkomst, niet onder de indruk was van zijn vermogen, werd ze wel een goede vriend van de man.
Ook vertelde een cameraman rond deze tijd dat de actrice het beste wat gewicht kon verliezen, omdat een actrice met een smaller gezicht aantrekkelijker zou zijn. Naar aanleiding hiervan vroeg Tierney advies bij de Harper's Bazaar. Het dieet dat ze kreeg voorgeschreven, hield ze 20 jaar lang aan.
De studio wist geen gunstig project voor haar te vinden. In 1940 keerde Tierney terug naar New York om als Patricia Stanley te schitteren in het kritische en commerciële successtuk The Male Animal. Nog voor haar twintigste verjaardag was Tierney al uitgegroeid tot een enorm succes op Broadway.

## Beginjaren in de film

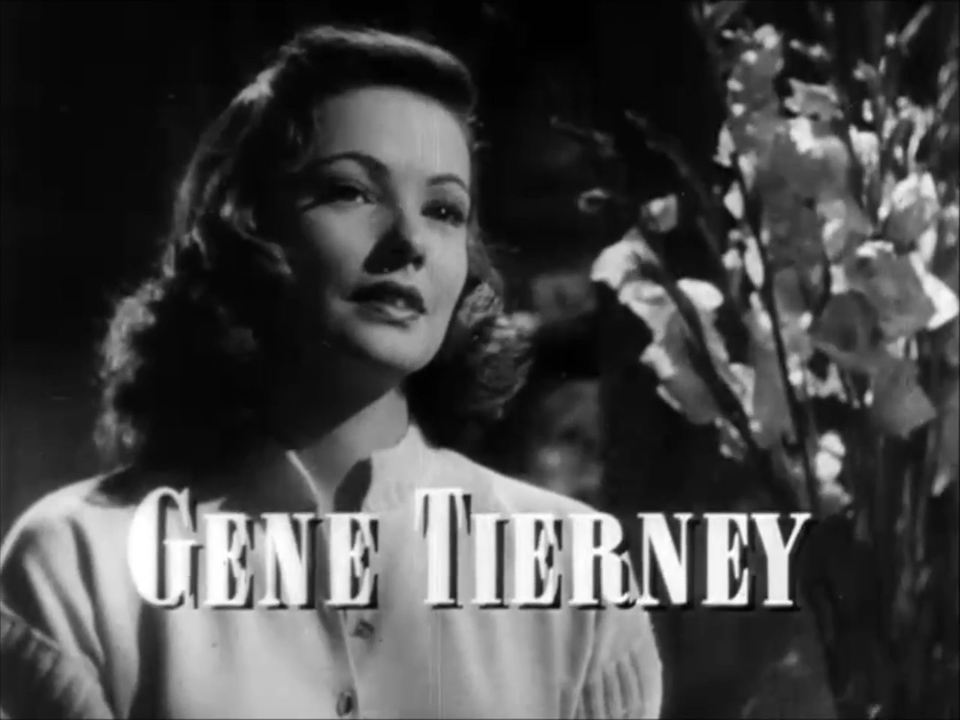
Tierney in de trailer van Laura (1944)

Hollywood belde opnieuw om te vragen of Tierney wilde spelen in MGM's National Velvet. Echter, toen de productie werd uitgesteld, tekende ze een contract bij 20th Century Fox. Haar filmdebuut werd die als Elenore Stone in Fritz Langs westernfilm The Return of Frank James, tegenover Henry Fonda. Dit volgde met de kleine rol van Barbra Hall in Hudson's Bay (1941) met Paul Muni. 1941 werd uiteindelijk een druk jaar voor de actrice, omdat ze ook te zien was als Ellie Mae Lester in John Fords Tobacco Road, de titelrol in Belle Starr, Zia in Sundown en Victoria Charteris aka Poppy Smith in The Shanghai Gesture.
Tierneys populariteit steeg toen ze in 1943 in de succesfilm Heaven Can Wait te zien was als Martha Strable Van Cleve. In het volgende jaar was ze te zien in haar bekendste film, Laura (1944). In deze mystery speelde ze de titelrol.
Nadat ze te zien was als Tina Tomasino in A Bell for Adano (1945) kreeg ze de rol van femme fatale Ellen Berent Harland in Leave Her to Heaven (1945). Voor haar vertolking in een van de meest succesvolle films uit de jaren 40 van Fox, kreeg Tierney haar enige Oscarnominatie.
Niet veel later was Tierney als Miranda Wells te zien in Dragonwyck (1946). Nog hetzelfde jaar speelde ze Isabel Bradley tegenover Tyrone Power in The Razor's Edge. Een vertolking in een zwart-witfilm volgde met de rol van Lucy Muir in The Ghost and Mrs. Muir (1947) tegenover Rex Harrison. Het volgende jaar was ze opnieuw naast Power te zien als Sara Farley in de romantische komedie That Wonderful Urge. De film werd na haar verschijning in The Iron Curtain (1948) uitgebracht. Vlak voordat het decennium werd afgesloten, was Tierney tegenover Richard Conte en José Ferrer te zien in de film noir Whirlpool.

## Persoonlijk leven

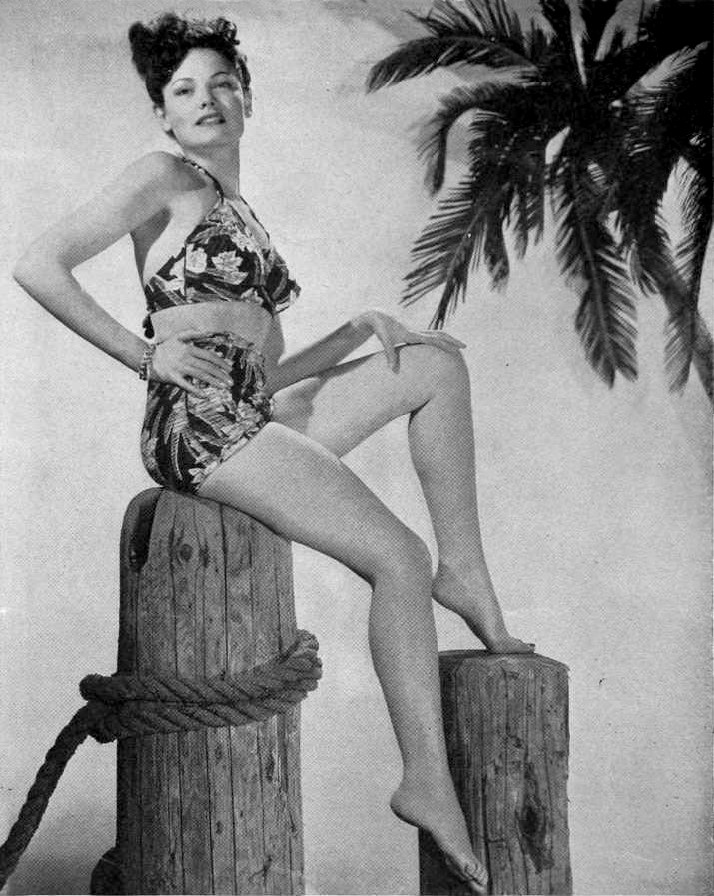
Tierney in een pin-up voor een tijdschrift tijdens de Tweede Wereldoorlog

Tierney had twee echtgenoten, modeontwerper Oleg Cassini (1941-1952) en de Texaanse olieman W. Howard Lee (1960-1981).
Met Cassini had Tierney twee dochters. De eerste, Antoinette Daria Cassini, werd geboren op 15 oktober 1943. Christina "Tina" Cassini volgde op 19 november 1948. Cassini diende als tweede luitenant in het leger tijdens de Tweede Wereldoorlog. Tijdens haar eerste zwangerschap kreeg ze last van rodehond tijdens haar enige verschijning aan de Hollywood Canteen. Dit veroorzaakte een te vroege bevalling. Daria woog hierdoor te weinig, was doof, deels blind en had last van grijze staar. Daarnaast had ze een ernstige vorm van mentale retardatie. Tierney was hierdoor erg verdrietig. Dit leidde tot een depressie. Ook was het mogelijk dat dit de oorzaak was van het oplopen van bipolaire stoornis.
Tierney scheidde van Cassini nadat ze de echtelijke spanning niet meer aankon. Deze werd veroorzaakt door Daria's stoornis. Ze kwamen terug bij elkaar na de geboorte van hun tweede dochter, Tina. Tijdens de breuk tussen de twee had Tierney twee romances. Een was met Tyrone Power, haar tegenspeler uit The Razor's Edge. Deze eindigde echter al snel. Tijdens het filmen van Dragonwyck ontmoette ze John F. Kennedy. Ook met hem kreeg ze een romance. Deze duurde langer, maar werd beëindigd door Kennedy, die toegaf nooit met haar te kunnen trouwen door zijn politieke verplichtingen. Hierna kwam ze weer terug bij Cassini.

## Latere filmcarrière

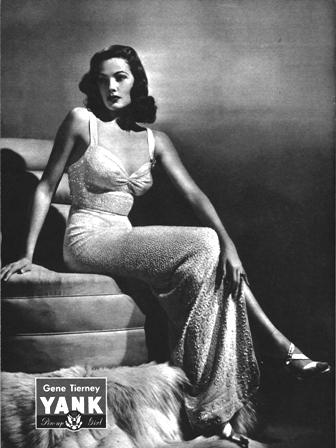
Tierney op een pin-upfoto

Tierney gaf memorabele acteerprestaties in nog twee klassieke films noirs, waaronder naast Richard Widmark in Night and the City als Mary Bristol en in Where the Sidewalk Ends. Beide films werden in 1950 uitgebracht.
In 1951 werd Tierney uitgeleend aan Paramount Pictures om naast John Lund, Thelma Ritter en Miriam Hopkins te verschijnen in de screwball comedy The Mating Season. In hetzelfde jaar was ze te zien als Midge Sheridan in Close to my Heart (onder distributie van Warner Bros.). Tierney beschouwde deze film als een van haar favorieten.
Nadat ze tegenover Rory Calhoun te zien was in Way of The Gaucho (1952), verliep haar contract bij Fox. Toch zat Tierney niet lang stil. Nog in hetzelfde jaar was ze tegenover Spencer Tracy te zien in MGM's Plymouth Adventure, wat werd gevolgd met een verschijning naast Clark Gable in Never Let Me Go (1953). De film werd opgenomen in Engeland. Ze besloot in Europa te blijven. Rond deze tijd werden haar mentale problemen zo erg, dat ze door Grace Kelly vervangen moest worden tijdens het filmen van Mogambo.
Tijdens haar verblijf in Europa kreeg ze een romance met prins Aly Khan. Ze hadden zelfs trouwplannen, maar de relatie werd beëindigd door zijn vader, die hun relatie niet goedkeurde. Ze keerde terug naar de Verenigde Staten om tegenover Ginger Rogers, Van Heflin, George Raft en Peggy Ann Garner te spelen in Black Widow (1954).
Tijdens het filmen van The Left Hand of God (1955), merkte haar collega Humphrey Bogart op dat Tierney moeilijk overweg kon met haar persoonlijke problemen. Hij moedigde haar aan professionele hulp te zoeken en wist haar uiteindelijk over te halen een psychiater te nemen. Ze maakte zelfs gebruik van shocktherapie. Uiteindelijk werd ze een overtuigde tegenstander van deze behandeling en beweerde dat de shocktherapie haar geheugen had verpest.
In 1957 zag een buurman haar op het punt staan om van een richel te springen. Nadat de politie op de hoogte werd gebracht, werd ze naar een kliniek gebracht. Tijdens haar verblijf daar werkte ze als verkoopster in een winkel. Nadat een klant haar opmerkte, werd dit een sensatie in de media.
Fox bood haar een rol in Holiday for Lovers (1957) aan, maar vanwege haar stress kon Tierney dit niet aan.

## Latere leven
In 1958 ontmoette Tierney oliemagnaat W. Howard Lee. Ze trouwden in 1960 en woonden in Houston. In 1962 kondigde Fox aan dat ze te zien zou zijn in Return to Peyton Place. Echter, vanwege haar derde zwangerschap trok ze zich terug. Ze kreeg later een miskraam.
Hierna kwam ze terug in de filmindustrie met haar vertolking van Dolly Harrison in Advise and Consent (1962). Nadat ze in het volgende jaar tegenover Dean Martin te zien was in Toys in the Attic, kreeg ze opnieuw lovende kritieken. In 1964 was ze ook naast Ann-Margret te zien in The Pleasure Seekers. Hierna ging ze opnieuw met pensioen.
In 1969 kwam Tierney nog kort terug om in de televisiefilm Daughter of the Mind te spelen. Haar laatste rol werd die in de miniserie Scruples (1980). Een jaar later, in 1981, overleed haar man. Tierney overleed zelf in 1991 aan emfyseem. Zij ligt begraven op Glenwood Cemetery in Houston. Voor haar bijdragen in de filmindustrie is Tierney opgenomen in de Hollywood Walk of Fame.

## Trivia
- Sommigen zeggen dat Agatha Christie Tierney en haar dochter als inspiratie gebruikte voor The Mirror Crack'd from Side to Side (1962).
- Tierney ging in onderhandeling om een uniek contract te krijgen, waarin ze elke zes maanden opslag krijgt. Daarnaast mocht ze een half jaar een pauze nemen om te verschijnen op Broadway.
- Toen de Grauman's Chinese Theatre hervatte nadat de Tweede Oorlog was afgelopen, gebruikte ze hand- en voetafdrukken. Tierney was de eerste acteur/actrice waaraan werd gevraagd deze traditie voort te zetten.
- Tierneys tweede man, W. Howard Lee, was van 1953 tot en met 1960 getrouwd met Hedy Lamarr.
- Tierney was bekend om haar prominent aanwezige overbeet, die duidelijk terugkwam in The Shanghai Gesture.
- Tierney begon met roken om haar stem lager te laten overkomen, omdat ze zichzelf vond klinken als Minnie Mouse. Ze werd de rest van haar leven een sterke roker. Dit was een van de oorzaken van haar emfyseem, wat uiteindelijk haar dood werd.
- In 2004 schreef Michelle Vogel het boek Gene Tierney: A Biography. Het was de eerste lange boek over Tierney sinds haar autobiografie. Het boek bevatte een voorwoord van Christina, haar dochter.
- Tierneys voornaam werd regelmatig verward met "Jean". Tierney vond dit echter niet leuk, omdat ze, zoals ze vertelde in haar autobiografie, vernoemd was naar haar oom, die op jonge leeftijd aan zijn einde kwam.
- Het bekende portret van Tierney in Laura, was in feite een foto waarin licht over werd geschilderd. Het portret was ook terug te zien in On the Riviera.
- De "John Robert Powers Agency" introduceerde Tierney als model in de jaren 30.
- Howard Hughes ondersteunde Tierney financieel bij de stoornis van haar dochter.
- Tierney vindt uit haar eigen filmografie Leave Her to Heaven haar favoriete film.

## Citaten

### Over Tierney
- Het valt niet ontkennen dat Tierney de mooiste vrouw in de geschiedenis van de film is. - Darryl F. Zanuck, medeoprichter van 20th Century Fox.
- Ook al was ze mooi in al haar films, het lukte hen niet haar volledig weer te geven. Gelukkig lukte mij dit wel, ook al was het in mijn latere leven. - Spencer Tracy, bekend acteur.
- Deze film is in technicolor. Dit betekent dat het publiek nu ook het effect kan zien van haar krachtige groene ogen. Misschien zal het publiek nu begrijpen waarom scenarioschrijvers me tot het uiterste laten gaan wanneer ik in een film met haar te zien ben. - Vincent Price, acteur.

### Door Tierney
- Ik denk dat iedereen Hollywood moet zien vanuit de ogen van een tienermeisje dat zojuist haar screentest heeft gehaald.
- Ik hield er van om te eten. Tijdens mijn verblijf in Hollywood had ik 25 jaar lang honger.
- Jaloezie is in mijn ogen het ergst van alle eigenschappen. Het maakt een slachtoffer van je aan beide kanten.
- Ik kijk niet graag urenlang in de spiegel om mijn eigen reflectie te bewonderen.
- Rijkdom en schoonheid zijn tijdelijk. Als die eigenschappen weg zijn, blijft er niks over behalve het verlangen om nuttig te zijn.

- Bibsys: 99003346
- Biblioteca Nacional de España: XX1085278
- Bibliothèque nationale de France: cb12017942r (data)
- Catàleg d'autoritats de noms i títols de Catalunya: 981058510284406706
- CiNii: DA13927816
- Gemeinsame Normdatei: 13015508X
- International Standard Name Identifier: 0000 0000 8360 2373
- Library of Congress Control Number: n78081073
- MusicBrainz: 96b55de9-24bc-4c70-b30f-355d8d0a8e29
- Nationale Bibliotheek van Tsjechië: xx0157611
- Nationale bibliotheek van Australië: 40451647
- Nationale Bibliotheek van Israël: 987007453746705171
- Nederlandse Thesaurus van Auteursnamen: 116913177
- SNAC: w6bg2sj6
- Système universitaire de documentation: 028319060
- Virtual International Authority File: 17234979
- WorldCat: E39PBJpdPjxJkjbmTvwrm4jXBP